# 自動車検査登録制度

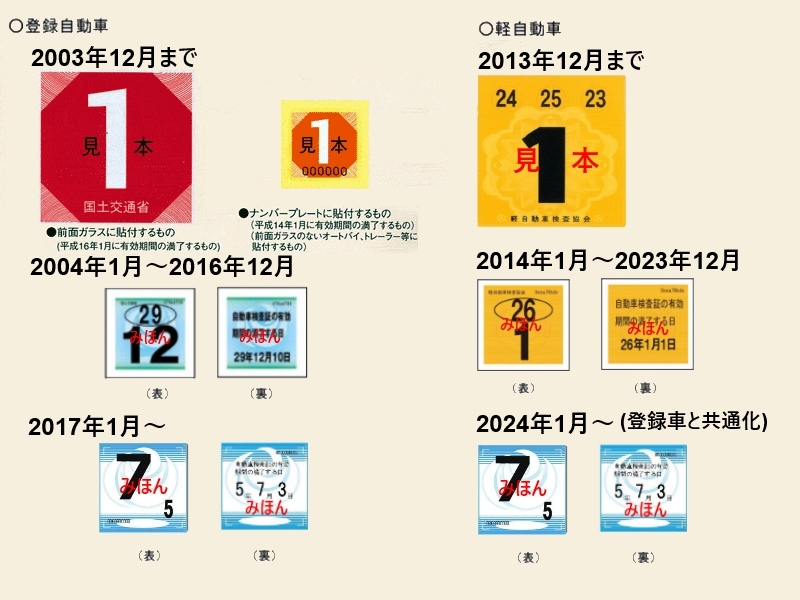
検査標章の変遷

自動車検査登録制度（じどうしゃけんさとうろくせいど）とは、日本でミニカーや小型特殊自動車を除く自動車や排気量250ccを超える自動二輪車（道路交通法における大型自動二輪車を含む）に対して、道路運送車両の保安基準に適合しているかを確認するため、一定期間ごとに国土交通省が検査を行い、また自動車の所有権を公証するために登録する制度をいう。一般には車検（しゃけん）と呼ばれる。

## 概要
自動車のうち、軽自動車・小型特殊自動車・二輪の小型自動車（これらは届出自動車、届出車とも呼ばれる）を除く、登録自動車・登録車（その意味で普通車とも呼ばれる）は、登録を受けなければ運行してはならないことになっている（道路運送車両法第4条）。登録を受けなければ自動車の所有権を巡る争いに際して第三者に対抗することができない（同法第5条）（軽自動車・二輪の小型自動車は道路運送車両法第4条を根拠とする登録ではなく同59条による検査が必要）。
車検には道路運送車両法上、新規検査（第58条）・継続検査（第62条）・構造等変更検査（第67条）の3種があるが、新規検査は新車を納品する前に購入先の販売店が代行することが多いため、通常は継続検査を指して車検と呼ぶことが多いようである。
登録には新規登録（第7条）、変更登録（第12条）、移転登録（第13条）、永久抹消登録（第15条）、輸出抹消登録（第15条の2）、一時抹消登録（第16条）がある。

### 「車検切れ」への対応
いわゆる「車検切れ」の自動車が走行していないか、国土交通省が監視している。見つけた場合、まず所有者に車検を受けるよう求め、応じなければ刑事告発する。ガソリンスタンド、自動車用品店、自動車整備工場などにも無車検の車について情報提供を要請。国交省職員による目視パトロールに加えて、カメラの前を車検切れの車両が通るとナンバープレートを読み取って検知するシステムを開発。2018年9月14日から運用を開始した。
またこの一環として、2023年(令和5年)7月3日より検査標章の貼り付け位置を変更し、従前の「前方から見やすい位置」から「前方かつ運転者席から見やすい位置」に変更となった。

## 制度の変遷・歴史
- 1930年（昭和5年） - タクシーやバスの安全性確保を目的に制度化されたもの。1951年（昭和26年）に義務化された。
- 1969年（昭和44年） - 運輸省（当時）が自動車検査登録データ通信システムを電電公社（当時）の協力により完成させる[4]。
- 1971年（昭和46年） - 本年以降、全国の自動車の車検情報について集中管理が始まる。
- 1973年（昭和48年） - 軽自動車にも自動車検査登録制度を適用。
- 2020年（令和2年）4月1日 - 先進安全自動車の普及に伴う自動車技術の電子化、高度化に対応し、これまでの「分解整備」以外に「特定整備」の認証を新たに追加した「特定整備制度」を開始[5][6]。
- 2023年（令和5年）1月 - 電子車検証の交付、車検証閲覧サービスが開始[7]。
- 2023年（令和5年）7月3日 - 検査標章の貼り付け位置の指定位置変更[8]。
- 2024年（令和6年）1月4日 - 軽自動車において電子車検証の交付を開始。検査標章が登録車と同一様式に変更[9]。

## 検査の種類
検査の内容によって次のように分類される。
完成検査
国土交通省の型式指定を受けた自動車に対し、自動車メーカー自身が出荷前に行う検査。主に「見栄え」に関して行われる「品質検査」とは異なる。
ここで不具合が見つかった製品は出荷されず、改修ラインに回され、合格するまでこれが繰り返される。検査合格の場合はメーカー自身が完成検査終了証を発行するが、この有効期間は9か月である。
市場に出てから未登録のままこれを過ぎた場合は「完検切」（かんけんぎれ）となり、次項の「新規検査」に合格しなければ登録はできない。この手間と費用を回避するため、メーカー系販売会社や各地の販売店名義で自社登録が行われ、実質的なユーザー（購入者）履歴がない中古車である「登録済未使用車」が出回ることになる。
新規検査
検査と登録を同日中に行い、自動車検査証の交付を受けるための検査。型式指定自動車の新車の場合は製造メーカーの発行した「完成検査終了証」の有効期間内であれば検査を省略できるが、有効期間が満了しているもの、新車でも諸元に変更がある場合、一時抹消中の使用過程車を登録する場合は新規検査を受ける事になる。
完成検査終了証の有効期間が切れたもの（完検切）を検査・登録する場合を「完検切新規」、一時抹消中の使用過程車を検査・登録する場合を「中古新規」と区別し、呼称されている。
予備検査
当日は検査のみを行い、後日新規登録を行うための検査。主に中古車販売店や並行輸入業者、トラックやバスなどの架装・改造業者などがあらかじめ検査を受けておくことにより、販売契約が成立した場合納車までの時間短縮や、新規検査登録に掛かる手間の省略などの利便性活用を目的とした検査。予備検査証の交付を受け、3か月以内なら書類だけの審査で新規登録でき、全国全ての運輸支局で有効である。
使用者の住所地、使用の本拠の位置を管轄する以外の運輸支局、検査登録事務所及び軽自動車検査協会でも受検できる。
構造等変更検査
自動車の大きさ、重量、乗車定員、用途、原動機の型式など自動車の諸元に変更があった場合に行う検査。
継続検査
一般的に「車検」と称している検査で、使用中の自動車の自動車検査証の有効期限を延長させる検査。同一の車両を一定期間継続使用するために行う。

## 登録の種類
新規登録
新車または輸入車の未登録や中古車の一時抹消状態から、新たに自動車を使用する際に受ける登録。登録番号の指定を受ける。
変更登録
自動車登録番号の変更や、婚姻による氏名の変更、転居などによる住所の変更など所有者（使用者）の氏名・住所の変更と使用の本拠の位置を変更する登録。
移転登録
いわゆる名義変更で、所有者の変更（所有権の移転）を行う登録。
一時抹消されている車両の所有権の移転は所有者変更記録となり、一時抹消中所有者として備考欄に記載される。
抹消登録
一時抹消
一時的に車両の使用を中断する際や、車検を切った状態で車両を売却する際などに行う。新たに登録（中古新規検査・登録）を受け、再度使用できる。
永久抹消
失滅、解体などで当該自動車を再使用しない登録。使用済自動車の再資源化等に関する法律（自動車リサイクル法）に基づく解体処理（マニフェスト発行）が終了していないと永久抹消登録できない。検査の有効期間が残存していた場合、残存期間分の自動車重量税還付を受けることができる。
輸出抹消
当該自動車を中古車として輸出する際に行う登録。登録識別情報等通知書には、「輸出予定届出済み」表記がなされる。原則として日本国内で再登録できないが、輸出届出の取り下げを行い、登録識別情報等通知書の交付を受ければ、再度国内で新規登録できる。
職権抹消
検査対象自動車で、有効期限切れから3年の間に抹消登録が行われないと、登録地の管轄運輸支局長の職権によって所有者に確認の上で永久抹消扱いとされる登録。職権抹消が行われた旨は運輸支局に公示される。職権抹消が行われた自動車でも、通常の継続検査や一時抹消の手続きを行えば登録を回復することができる。

## 車検の方法
車両の整備および車検は法律的には車両の使用者が自ら行うことになっているが、実際には、
- 定期点検整備と検査をディーラーを含む自動車整備事業者に任せる
  - ディーラーに持ち込むことは「ディーラー車検」とも呼ばれる
- 利用者自らが運輸支局などに車を持ち込んで車検を受ける（ユーザー車検）
- 検査を業者に代行してもらう（車検代行）

などがある。
厳密には定期点検整備は車検とは別なので、車検を通した後にまわすこともできる（前検査・後整備）。検査を受けるためには、有効な地方税の自動車税納付証明書ないしは軽自動車税納付証明書とその時点で有効な自動車損害賠償責任保険証が必要になる。検査の際には自動車損害賠償責任保険の更新、自動車にかかる税金（中央税の自動車重量税）の納付なども合わせて行う。
検査に合格すると、有効期間満了日を記載した前面ガラス（オートバイとトレーラーはナンバープレート）に貼る検査標章（ステッカー）と自動車検査証（車検証、予備検査の場合は予備検査証）を受け取り、完了となる。
- なお、駐車違反などで放置違反金を滞納して公安委員会による督促を受けたにもかかわらず納付していない場合には検査に合格しても車検証を交付されずその車両を運行できない[11]。

## 車検を行う場所
軽自動車は軽自動車検査協会の専門の検査場で行い、それ以外（オートバイ含む）は陸事分野の運輸支局または検査登録事務所で行う（前記2つを総合的に「車検場」あるいは「陸支」「陸事」と呼ぶ）。この他、国土交通省の指定を受けている自動車整備工場（指定工場。俗に「民間車検場」と呼ぶ）では整備だけでなく、検査まで行うことができる。
新規検査、構造等変更検査は「使用の本拠の位置」を管轄する運輸支局・自動車検査登録事務所でのみ受検・登録できる。予備検査、継続検査は日本全国どこでも受検可能である。

## 検査標章

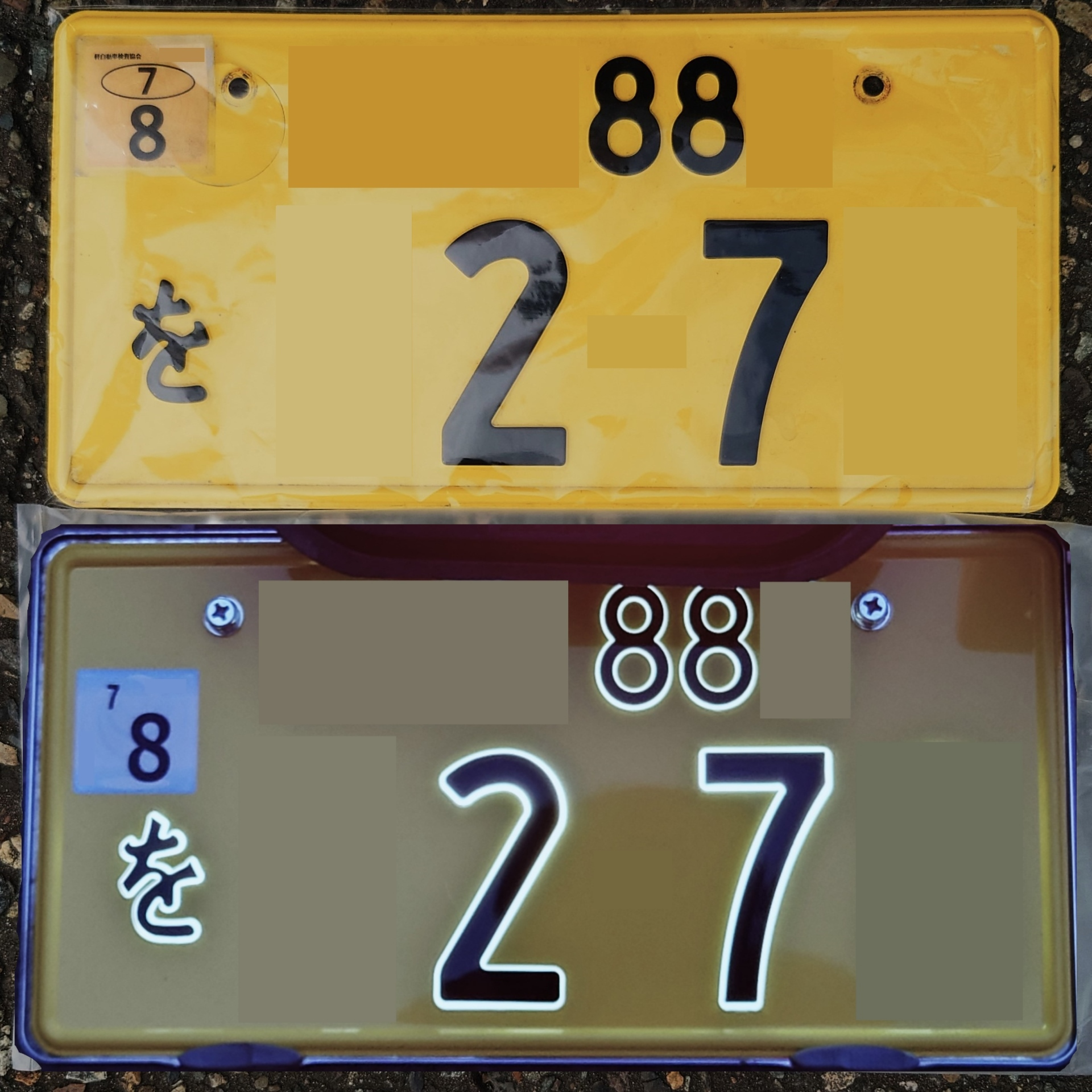
新旧の検査標章付の検査対象軽トレーラのナンバープレート

検査に合格すると自動車検査証と検査標章（ステッカー）が交付される。検査標章には次の検査時期の数字（上段の小さい数字が検査年、下段の大きい数字が検査月）が記されている。検査標章は自動車において原則として前面ガラスの見やすい位置に貼付けし、大型二輪車・普通二輪車・トレーラ、一部の建設機械など前面にガラスのない自動車においては番号標の左上部に貼付する。道路運送車両法第66条により表示を義務付けられ、違反者は50万円以下の罰金を科せられる。
普通自動車および二輪の小型自動車の検査標章は2003年12月まではフロントガラスを有する車両は70mm×70mm、フロントガラスを持たない車両は40mm×40mmの寸法の物を用いていたが、2004年1月以降は30mm×30mmに寸法が統一された。同時に、車検年月によって背景色を変えていたものを廃し、背景色を水色●に統一して上部に車検年、下部に車検月を示す様式に改めた。
なお2017年(平成29年)1月1日より様式が再度変更となり、40mm×40mmと寸法が拡大され、中心部に検査月、その外周に検査年を時計回りに表示する様式に改めた。
軽自動車用についても2014年1月以降は従来の70mm×70mmから30mm×30mmの寸法で様式を登録車と同一の物へ変更、背景色を黄色●とし小型化された。これはフロントガラスを持たない車両において、検査標章の取付場所に苦慮することを考慮したものであるとしている。
2024年1月4日以降、軽自動車においても登録車等の様式と同じ背景色を水色●の物に統一し、従前の様式の検査標章から変更した。

## 自動車検査証の有効期間
自動車の種別・用途によって異なる。
- 自家用軽乗用車 - 初回は3年後、以降は2年ごと。レンタカーは初回は2年後、以降も2年ごと。
- 自家用軽貨物車 - 初回は2年後、以降2年ごと。
- 自家用乗用自動車（乗車定員10人以下） - 初回は3年後、以降は2年ごと。レンタカーは初回は2年後、以降は毎年。
- 自家用貨物自動車（車両総重量8t未満） - 初回は2年後、以降は毎年。レンタカーは毎年。
- 自家用自動車（乗車定員11人以上の乗用自動車、幼児専用車、車両総重量8t以上の貨物自動車） - 毎年。
- 自家用特種用途自動車・大型特殊自動車 - 初回は2年後、以降は2年ごと。ただし、車種によっては毎年の場合もある[注釈 8]。
- 自家用二輪車（排気量250cc超） - 初回は3年後、以降は2年ごと。レンタルバイクは初回2年後、以降は毎年。
- 事業用軽自動車 - 初回は2年後、以降2年ごと。
- 事業用自動車 - 初回1年後、以降は毎年。[注釈 9]

また、予備検査証の有効期間は3か月である。
自動車の種別については自動車#分類・種類、日本のナンバープレート#分類番号を参照。

## 自賠責保険の期間
自動車損害賠償責任保険（自賠責）は、登録及び検査に際して検査有効期間を満たすものが必要となる。
自賠責保険契約は、自動車検査証の満了日の翌日正午に自賠責保険期間が切れる契約のものを用意してもさしつかえはない。ただし、使用者が継続検査の受検を忘却していた場合や整備に時間を要することとなった場合などに備え、販売店は有効期間より1か月多く期間を有する自賠責保険を用意する場合が多い。継続車検の場合には一般に車検期間内に車検を受検することとなり、その時点での自賠責が有効であるため、24か月分のみ契約するだけでよいかたちとなる。
車検の切れている中古車の場合は、24か月または12か月の自賠責保険契約を用意する場合もある。
具体的には10日まで保険がある車両の車検を受ける場合、10日入庫・11日車検となると保険切れの状態で車検を受けることとなるため、25か月の自賠責を契約することとなる。仮に、車両入替などで保険期間が不足する場合には、不足期間を充足するだけの自賠責保険に加入できる。

## 注意
車検は単に公道を走行する上での必要最低限の保安基準に適合しているかどうかを確認するものであり、検査項目に含まれる一部の要素を除けば車両が機械として故障している、あるいは故障の可能性を検査するものではない。故障の可能性を検査するのは別途必要な点検整備の役割である。たとえ車検の帰りに車が故障したとしても、それは車検に合格したこととは関係のない話である。この事は、自動車検査証の裏面にも大きく記載されている（使用者の維持・管理責任）。
一般にディーラー車検が高価なのは、ディーラーの収益も兼ねて車検前の点検整備で予防的に消耗品（ブレーキパッド、エンジンオイル、シール類、ゴム・樹脂部品など）を交換したり、次の車検までの定期点検の契約が含まれていたりすることに車検代行料が加わるためである。ユーザー車検や代行車検がディーラー車検より安価なのは、検査にパスするのに必要な点検整備しか行わないからである。従って、単にディーラーの点検整備費用を浮かせるためにユーザー車検や代行車検を選択することで、車両の使用者に車両を保安検査に合格する水準に保つ責任がかかることになる。
通常、リコール整備をしたかも確認しないので、継続検査で特に異常がなければ車検を通ってしまう。
これらの誤解のため、自動二輪車を購入する時に「400ccクラスは車検があるので、定期的に診てもらえるので良い」という理由で選択される場合がある。しかし原付、小型、250ccクラスの車両なども定期的に車両を整備するためのメンテナンスノートや整備手帳などの書類が付属しており、法律上の義務はないがメーカーでは6か月ごとの整備を求めている（外国車などでは距離ごとの場合もある）。
通常のユーザーが自らの車両を整備することは法律で許されているが、整備士の免許を持たない人間が他人の車を有料で整備することは禁じられている。国土交通省から車検の実施の認証や指定を受けていない「無資格業者」による違法整備が横行していることが、2017年に新聞報道で明らかになり、同省は「年間数十万台の車が無資格業者によって整備されている」として注意呼び掛けを行っている。
これらの問題は、1995年に実施された道路運送車両法改正により車両の安全性の責任が整備工場から車の所有者に移ったことに起因する。いわゆる「前整備後車検」といわれる従来型の（数日預かり実施する）車検から、「前車検後整備」といわれる新しい形態の（短時間で終了する）車検に、車検の仕組みそのものが移行したことも大きい。車両の部品の長寿命化により予防整備の必要性が低下したことも、このような違法整備につながっていると考えられる。

## 車検の手数料
車検そのものの手数料は2021年10月時点で、軽自動車1800円、小型車2100円、普通車2200円である。数万円かかる車検の際の費用の大部分は自動車損害賠償責任保険料の2年分、自動車重量税、取り扱いディーラーへの修理や検査料の支払いで構成されている。なお、他の先進諸国においても日本と同様な頻度での車検制度導入が進んでいる。